# Görög atomizmus
A görög atomista filozófusok (Leukipposz, Démokritosz és Epikurosz), annak kísérletére, hogy feloldják a parmenidészi elmélet, a csak az Egy létező okozta problémákat, nevezetesen a keletkezés-pusztulás, a mozgás és a létezők sokféleségének a problémáját, azt állították, hogy a létező végtelen sokaságú parányi, és épp ezért az érzékszervek által fel nem fogható részecskékből, atomokból épül fel. Továbbá elutasították Zénónnak azt az állítását, amellyel a sokaság tagjairól kimutatja, hogy végtelenül oszthatóak, s ezért abszurd konzekvenciáknak vannak kitéve. Az atomisták elfogadták, hogy az oszthatóság – akár a „mindenfelé” való, akár az „egy bizonyos pontig” lehetséges oszthatóság – fogalma tűrhetetlen, és ennek megfelelően kijelentették, hogy az ők részecskéik végtelen sokaságának egyik darabja sem osztható, hanem mindegyikük valóban egy.
„Démokritosz … a helyet ezekkel a nevekkel illeti: ‘az üres’, ‘a semmi’, ‘a határtalan’, míg az egyes szubsztanciákat ezekkel: ‘a tömör’, ‘a létező’. Nézete szerint a szubsztanciák oly kicsinyek, hogy kibújnak az észlelésünk alól, mindenféle formáik és mindenféle alakjaik és nagyság szerinti eltéréseik vannak. Ezekből immár, mint elemekből származtatja és állítja össze a szemmel látható, illetve az érzékelhető tömegeket.”
Arisztotelész: Démokritoszról
Atomista filozófusoktól fennmaradt jelentősebb, hitelesnek tekinthető töredékeket olvashatunk Arisztotelésznél, főként a Metafizika című műben, Szimplikiosz Arisztotelész fizikájának a kommentárjában, Diogenész Laertiosz életrajzaiban, Aethios: Placita philosophorum-ban és Theophrasztosz: Az érzékekről(De sensu) című művében.

## Az atomok természete
Az atomok természetüket tekintve szilárd részecskék, önmagában mindegyik egy parmenidészi Egy (azt, hogy mégsem láthatjuk kicsinységükkel magyarázható: olyan kicsinyek, hogy érzékszervekkel nem hozzáférhetőek) amelyek nem tartalmaznak magukban semmiféle ürességet, azonban súllyal, kiterjedéssel rendelkeznek azonban önmagukban színtelenek, íztelenek és szagtalanok. Az atomok alakjukban is különböznek, létezik: homorú, domború, horgokkal ellátott és sok másféle. Az atomok, mint nevük is jelzi, (gör. atomos, oszthatatlant jelent) matematikailag oszthatatlanok, nem keletkeztek és nem is pusztulnak el, soha: örök létezők. Ezen a ponton az atomista filozófusok megőrzik azt az eleai hagyományt, miszerint a létező keletkezés nélküli és el nem pusztítható. Formájukat és nagyságukat tekintve több fajtájuk is létezik, és ez határozza meg a dolgok természetét.
Az atomoknak több fajtája is létezik, ugyanis különbség tehető köztük, forma és nagyság szerint, ami nemcsak a testek külalakját határozza meg, hanem azok ízét és színét is. Az atomok formájukat és nagyságukat tekintve a különböző ízeket és színeket határozzák meg.
Az atomok oszthatatlanságának oka két tényezővel is magyarázták: kicsinységükkel és azzal, hogy semmi külső erő nem gyakorol rá hatást:
Leukipposz és Démokritosz úgy gondolja, az elsődleges testek esetében az oszthatatlanságnak nemcsak az az oka, hogy nem szenvednek el hatást, hanem kicsiny és részeket nem tartalmazó mivoltuk is. Ám később Epikurosz már nem gondolja részek nélkülinek őket…
(Szimplikiosz: Arisztotelész, Fizika kommentár; 925 o. 10 Diels (DK 67 A 13))
A fenti szimplikioszi feljegyzésből (de más feljegyzésekből sem), nem derül ki, hogy az atomista filozófusok gyakorlatilag vagy fogalmilag tekintették az atomokat oszthatatlannak, azaz a kérdés a következő: milyen értelemben tekintették az atomisták az atomokat oszthatatlannak? Csupán csak arról van beszámoló, hogy nincs mi olyan hatást gyakorolna rájuk, ami esetleg felosztaná őket, a másik oszthatatlanság elleni érv az atomok parányiságára hivatkozik. Azonban nincs olyan feljegyzés, hogy az atomok gondolatban is oszthatatlanok lennének. Az atomisták a következő két dolog valamelyikét érthették, az atomok oszthatósága alatt:
1. Az atomok elméletileg oszthatatlanok.
2. Az atomok logikailag vagy fogalmilag oszthatatlanok.

Ha az (1.) elmélet az atomisták álláspontja, akkor értelme van az atomok részeiről beszélni – talán részekkel is rendelkeznek – csakhogy ezeket a részeket elméletileg oszthatatlannak kell tekinteni. Bár az atomisták azt állítják, hogy némely atomok szögletesek és „sokkanyarulatúak”, így mondhatnánk azt, hogy az atom „második kanyarulatának a jobbszélső csücske” és ezzel az atom egy bizonyos részére utalok, ami evidens módon nem azonos az illető atom „első kanyarulatának balszélső csücskével”, ebből az következik, hogy az atom „szellemileg” vagy elméletileg osztható.
Ha (2.) elmélet az atomisták álláspontja, akkor nincs értelme atomok részeiről beszélni. Az az elmélet, hogy “szétzúzni egy atomot” nemcsak technológiailag lesz kivitelezhetetlen (vagy technológiailag lehetetlen) hanem abszurd lesz.
A vélemények megoszlanak a két fenti elmélettel kapcsolatban.
Az (1) teória mellett állók:
- Burnet: „Észre kell vennünk, hogy az atomok matematikailag nem oszthatatlanok, mivel van terjedelmük; azonban elméletileg oszthatatlanok, mert akár a parmenidészi Egy, nem tartalmaznak ürességet.”[2]

- Kirk-Raven-Schofield: [Az atomok] feltehetően csupán elméletileg, és nem fogalmilag oszthatatlanok, mivel az atomok különböznek méreteikben.[3]

a.)A (2) teóriát elfogadók:
- Guthrie: Démokritosz azt állította az atomokról, hogy nemcsak parányiak, hanem a létezhető legparányibb dolgok, ezért természetes, hogy nem oszthatók tovább sem, elméleti sem logikai értelemben.[4]

- Furley érvei a preszókratikus atomisták atomjainak fizikai oszthatatlansága mellett: ha az atomok fizikailag oszthatóak lennének, akkor nem állnák meg a helyüket Zénón mozgásparadoxonjának a feloldásában.[5]

- Barnes, ellentétes nézőponton volt: szerinte a démokritoszi atomok háromféleképpen tekinthetők oszthatatlannak: fogalmilag, matematikailag, és logikailag. Továbbá úgy gondolta, hogy a rendelkezésünkre álló szövegekből nem lehet pontosan megtudni azt, hogy az atomok elméletileg is oszthatatlanok, ezért nem kell teljesen elfogadottnak tekinteni az elméletileg oszthatatlanság elméletet.[6]

## Az atomok súlya

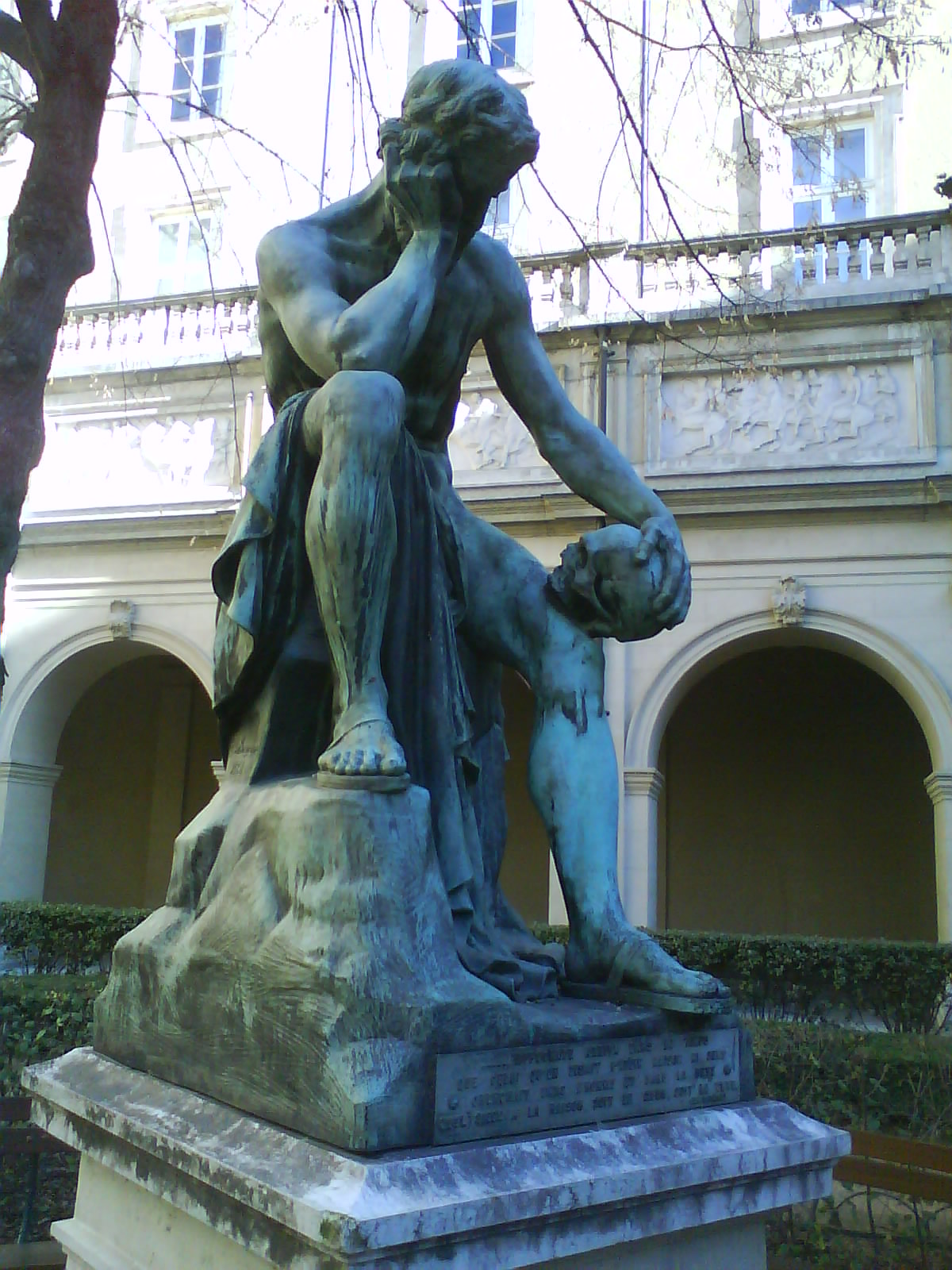
Démokritosz szobra (Léon-Alexandre Delhomme alkotása)

Azok a tárgyak, amelyek több ürességet tartalmaznak könnyebbek, amelyek nehezebbek azokban az üresség is kevesebb. Ugyanez mondható el a keménységgel kapcsolatban is: ami tömör, azaz kevesebb benne az üresség a keményebb, ami ritkás természetű az pedig lágyabb. Azonban a lágy-és kemény különbözik a könnyű és nehéztől, mégpedig az atomok elhelyezkedésében:
„A keményben és a lágyban az üres helyeknek más a helyzete és elosztása, mint a nehézben és a könnyűben.”
(Theophrasztosz: Az érzékekről. Az érzettárgyak II. 62.)
„A nehezet és a könnyűt Démokritosz a nagyság alapján különbözteti meg. … Ezzel szemben a keverékek közül az a könnyebbik, amelyik több ürességet tartalmaz, és az a nehezebbik, amelyik kevesebbet. Másutt ellenben egyszerűen a finomat mondja könnyűnek.”
(Uo. II. 63.)
Utalásokat arra, az atomisták tulajdonítottak valamilyen súlyt az atomoknak, több szerzőnél is található: Szimplikiosz az atomok mozgását azok súlyának a következményeként írja le: Azt mondják, a bennük levő súlynál fogva mozognak…. De Arisztotelész is ír az atomok súlyáról: „…a testek mindegyike többletének arányában nehezebb.”. Theophrasztosz inkább a keverékek súlyáról beszél, amely a dolog nagyságától függ: A nehezet és a könnyűt Démokritosz a nagyság alapján különbözteti meg, ami azonban implikálja azt, az atomoknak kell rendelkezniük valamilyen súllyal, és ez a súly az atomok méretétől függ.
De nincs okunk azt feltételezni, hogy az atomista filozófusok ne tulajdonítottak volna súlyt az atomoknak, ez abból a tényből is evidens, hogy a világ dolgai, rendelkeznek súllyal. A érv ok az atomok súlyának megléte mellett, az a kijelentés miszerint az atomok az űrtől éppen telítettségük miatt különböznek, a telítettség megléte pedig ugyancsak súlyt implikál. Egy Aetiosz szövegrész azonban tesz egy olyan kijelentést, amely megkérdőjelezheti azt, atomisák tulajdonítottak súlyt az atomoknak: „Démokritosz kettőt nevezett meg (ti. az atomok két tulajdonságát): a méretet és az alakot; ám Epikurosz ezekhez harmadikként hozzáadta a súlyt…” Ezt az ellentmondást az olyan kommentátorok, mint Burnet, Kirk és Raven, azzal magyarázzák, hogy Aetiosz állításai kizárólagosan e világban elhelyezkedő dolgokra vonatkoznak, azaz az örvényekben részt vevő dolgokra. A nagyobb méretű atomok az örvény központja fele törekednek ellentétben a kisebb méretű atomokkal, amelyek az örvény szélein helyezkednek el. A nagyobb atomoknak az örvény középpontja fele történő mozgása, a méretük miatt történik és nem a súlyuk miatt, mozognak „lefele”. Önmagában azonban egyetlen atomnak sincs súlya, az örvénymentes övezetben kizárólagosan az egymással való ütközésekkel lehet magyarázni.

## Az űr létezése
A parmenidészi tanítással ellentétben, atomisták feltételezik, hogy létezik a nem létező, amelyet az ürességgel azonosítanak, ugyanis ha a világ tömör lenne, úgy nem volna mód a mozgásra, és így nem volna lehetséges a helyváltoztatás sem. Így szükség van az űr(ességre)-re, amelyet nem létezőnek neveznek, de nem azonosítanak a semmivel, ugyanis ez az űr tölti ki az atomok közti részt, és az atomok alkotta kötelékekben való nagyobb vagy kisebb aránya nagyban meghatározza a dolog minőségeit.
Az üresség, annak ellenére, hogy azonos a nem létezővel mégis van benne valamilyen mértékű egzisztencia. Ezt az egzisztencia azért jár az ürességnek, mert elfoglal valamilyen helyet az atomok közt, és mértéke meghatározza a dolgok minőségét, tehát ebben az értelemben, hogy valamilyen helyet elfoglal, létező. Ez a nézet szerint, amit D. N. Sedley képvisel, azt lehet mondani, hogy az „üresség”, nem „tér” vagy „hely”, hanem egy rejtelme entitás: negatív szubsztancia. Sedley szerint az atomistáknak nem volt semmi okuk arra, hogy az üres teret nem létezőnek nevezzék. Értelmezése alapján az atomista szóhasználatban a „semmi” pontosan a kifejezésnek azt a paradox, parmenidészi alkalmazást idézi vissza, amely a tagadott egzisztenciaállítások jelöletének megnevezésére szolgál, már ha ezek szólnak valamiről – az „üresség” és az „üres” pedig csak ugyanennek más elnevezései.
Az atomista filozófusok esetében, különbséget kell tennünk a mindenség (to pan) és a világ (kosmos) között, amelyet a mindenség részének tekintettek, és amely a látható világunkat, a benne levő dolgok összességével, tengereket, folyókat, hegyeket, látható csillagokat stb. jelentette. A ’mindenség’ pedig a végtelen űrt és a végtelen számú atomokat jelentette, amelyek bizonyos időszakokban kötelékekbe tömörülnek és ’világokat’ hoznak létre, beleértve azt a világot is amelyben most éppen élünk.

## Az atomisták kozmogóniája

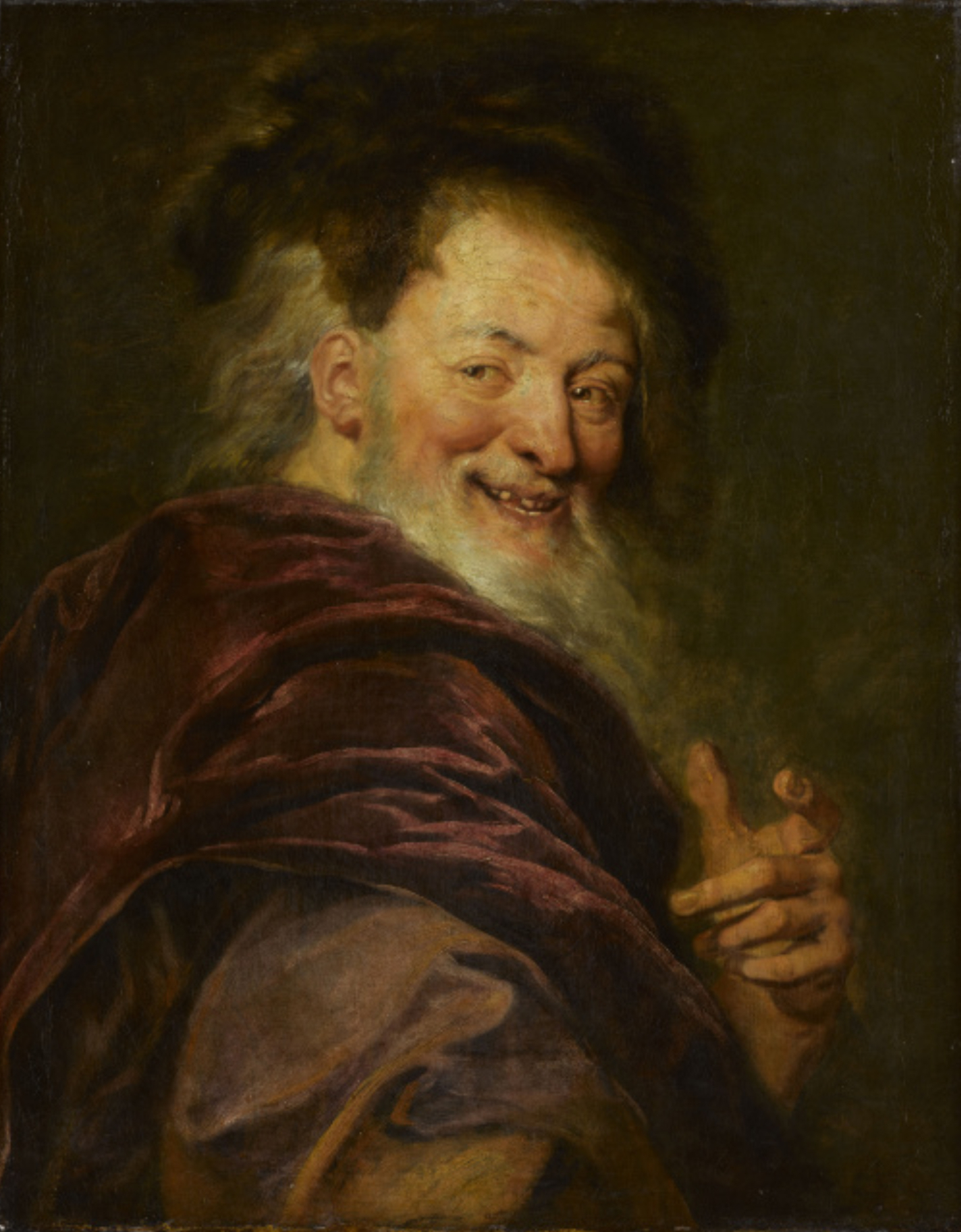
Démokritosz Antoine Coypel olajfestménye (Louvre, Párizs)

A világ keletkezését a határtalanból eredeztetik, melyből végtelen sok test jutott ki az ürességbe, melyek közül a hasonlók a hasonlókkal összekapcsolódva elkezdtek kiválni, a testek egy nagy űrbe kerültek, ahol összekeveredve egymással örvényt alkotnak. Az örvény keletkezésének okáról azonban semmilyen beszámoló nincs, csupán annyit említ Diogenész, hogy a „szükségszerűség folytán” következett be. Az örvényben az atomok összeütköznek és csoportosulnak, hasonló a hasonló mellé kerül, azonban amikor a számuk már túl nagy volt, az egyensúly miatt különváltak alakjuk és méreteik szerint. A finomak, a kicsik és vékonyak egy „külső Űrbe” vonultak, a többiek gömbszerű alakba tömörülve, tovább folytatták körmozgásukat.
A gömbszerű alakba tömörült testek, a nehezebb és nagyobb méretűek, tovább folytatva eredeti körforgásukat idővel kivált e gömb belsejéből egy rész, ami „hártyaszerű” képződménnyé alakult, és magába foglalta az összes többi testet. A hártya belsejében a többi atom tovább folytatva a mozgást, folyamatosan hozzáütköztek az őket körülvevő hártyához, aminek a következtében összetömörültek. Így jött létre a Föld. A többi atom, amely a hártyának ütközött de nem került olyan nagyobb tömörülésbe, az a burokba olvadt. A burokba olvadt atomok, idővel kötelékekbe kezdtek csoportosulni, és ezekből a kötelékekből alakultak ki a nedves és iszapos dolgok, amelyek kiszáradásuk után az örvénylés sodrása miatt, ennek következményeként, áttüzesedtek. Így keletkeztek a csillagok, a Hold és a Nap is.
Egy másik, atomista kozmogóniát leíró feljegyzés Aetios-tól maradt fenn, aki elmondása szerint Leukipposz a Nagy Világrend művéből őrzött meg egy részt.
„[Kivonat Leukipposz Nagy Világrendjéből] [1.] A világ, mely körös körült alakú [azaz gömbölyű], a következőképpen képződött: minthogy az atomok, melyek tervszerűtlen és véletlen a mozgásuk, szüntelenül és igen gyorsan mozognak, ugyanarra a helyre sok, és ennél fogva sokféle alakú és nagyságú atom gyűlt össze. [2.] Amint pedig ezek egy helyre tódultak a nagyobbak és súlyosabbak valamennyien lesüllyedtek; a kicsik, gömbölyűek, simák és síkosak pedig valamennyien kiszorultak az atomok találkozása következtében, és a magasba sodródtak. Amint pedig megszűnt a lökőerő, mely a magasba emelte őket – s a lökés nem hajtotta őket a magasság fele –, abban akadályozva voltak, hogy lefele süllyedjenek, s így azon helyek fele nyomultak, melyek képesek befogadni őket… s egymással összefonódva, elhajlásuk mentén körös-körül az eget hozták létre.” 
(Aethiosz: Placita Philosophorum)

### Az egyes dolgok kialakulása
”… Ezek az atomok a végtelen ürességben egymástól elkülönülve és alakjuk, nagyságuk, helyzetük és elrendezésük szerint különbözve mozognak az ürességben, és miután egymásnak rontva összeütköznek, egyesek véletlenszerű irányban szétszóródnak, míg mások az alakjuk, nagyságuk, helyzetük és elrendezésük szimmetriája folytán összefonódnak, együtt maradnak és így megy végbe az összetett testek keletkezése.”
Szimplikiosz: In Aristotelis <<De Caelo>> commentaria, 242 o. 21 Heiberg.
Az általunk érzékelt tulajdonságok csak látszatok: „Csak látszólag van a dolgoknak színe, csak látszólag édes és keserű: a valóságban csak atomok vannak és az üres tér.”
A világ keletkezését követően folyamatosan növekedésben van, majd szükségszerűen elenyészik. Ez a körforgás örökké tart, azonban nem maradt fenn feljegyzés arról, hogy az atomista filozófusok szerint mi az a szükségszerű erő vagy dolog, ami ezt a körforgást előidézi és fenntartja.
Azt, hogy az atomok a mozgás közben milyen szabályt követnek, Arisztotelész, azt állítja, hogy semmilyent, szerinte ugyanis az atomok kombinációi véletlenszerűen alakulnak ki, semmiféle cél-ok nem vezérli őket. Leukipposz egyetlen fennmaradt töredéke azonban nem ezt sugallja:
„Semmi sem történik hiába, hanem valamely értelemből kifolyólag és valamely szükségszerűség révén.”
(Aetios: Placita philosophorum I. 25. 4)
A létező dolgok, kivétel nélkül mind atomokból épülnek fel, a köztük levő különbség oka pedig az atomok különböző formájából, nagyságából és elhelyezkedéséből adódik.

## Az atomisták leírása a világunkról

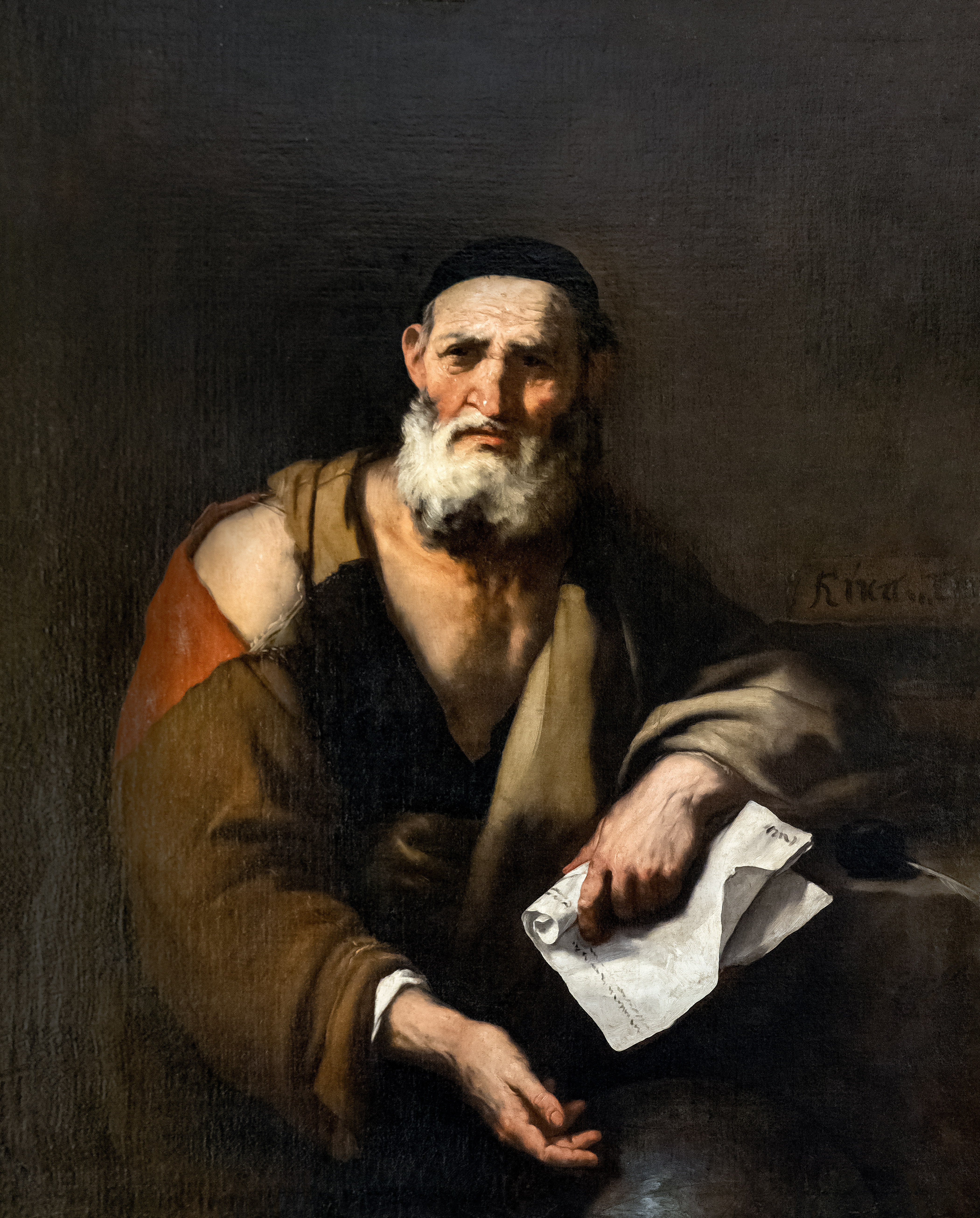
Leukipposz

Az atomista elmélet szerint a látható világ megismerése lehetetlen, ugyanis minden dolog atomokból és épül fel, ezért amikor a dolgokat szemléljük valójában, ugyanazt látjuk csak az atomok különböző elrendezkedése és formája miatt hisszük azt, hogy különböző tárgyakat látunk. Az a tény, hogy bizonyos dolgokat melegnek, hidegnek, édesnek nevezünk ez a közmegegyezésből ered, a dolgokat megismerni lehetetlen, csupán vélekedésünk lehet róluk
Sextus Empiricus, Démokritoszról való feljegyzésében azt állította, hogy Démokritosz kétféle megismerési módot tanított: egy érzékszerveken keresztülit és egy értelem keresztülit. Ez előbbit „fattyú” megismerésnek nevezi, és azt állítja, hogy semmilyen bizonyosságot nem képesek szolgálni. Ebbe a megismerés formába tartozik az összes érzékszervek nyújtotta megismerési lehetőség: látás, hallás, ízlelés és tapintás. Az értelmi megismerés „törvényes megismerésnek” nevezi, a kifejtése azonban a fennmaradt szöveg töredékessége miatt elveszett. A szöveg a következőképpen zárul:
„Majd pedig többre becsülve a törvényest a fattyúnál így folytatja: „midőn a fattyú már nem képes látni, hallani, szagolni, ízlelni, sem tapintással érzékelni valami kisebbet, hanem finomabbhoz…”
(Démokritosz fr. 11, Sextus Empiricus : Adversus mathemeticos)
Egy másik feljegyzésben, amely Proklosztól származik a következőt, olvashatjuk:
„… Az ismeretnek két alakja van: az egyik valódi [igazi], a másik homályos; a homályoshoz tartoznak mindezek: látás, hallás, szaglás, ízlelés és tapintás. A valódi pedig el van választva ettől. Majd többre becsülve a valódit a homályosnál, ezeket fűzi hozzá: Midőn a homályos ismerés már nem képes sem belátni a kisebb méretű tárgyba, sem, hallani sem szagolni, sem ízlelni, sem tapintással érzékelni, hanem a kutatást már a finomabb arányok, [méretek] fele kell folytatni, akkor lép fel a valódi ismeret, amely a megismerésnek finomabb eszközeivel rendelkezik.”
(Proklosz: In Platonis Rem publicam commentaria)
A fenti érvelés szerint egyedül az értelem képes megérteni az atomok természetét, az érzékszervek haszontalannak bizonyulnak, az atomok parányisága miatt.
Az atomisták a Nap, Hold és csillagok elhelyezkedéséről azt állították, hogy három különböző pályán helyezkednek el: a legközelebb a Földhöz a Hold pályája van, a legtávolabb pedig a Nap, a csillagok pedig e kettő között helyezkednek el. A fényességüket a forgás miatti súrlódás adja, emiatt áttüzesednek, sőt a Nap a csillagok tüzessége miatt még több tüzességben részesül.
Diogenész megjegyzi, hogy az atomista filozófusok foglalkoztak, a Nap illetve holdfogyatkozás problémájával is, azonban ez a töredék, sajnos elveszett. A gyakoriságuk közti különbséget a nem egyforma hosszú pályájukkal magyarázták.
A csillagok körpályájának a ferdeségét a Föld „hajlottságával” magyarázták: a Föld Dél felé elhajlott.

## Végtelen számú különböző világok
Az atomista filozófusok úgy vélték, hogy mivel az űr végtelen nagyságú, ezért az atomok száma is végtelen sokaságúnak kell lennie, és ezért nemcsak egy, hanem több világ is lehetséges. Ugyanis a gömbszerű alakba tömörült testeket körülvevő hártyába beleütköző és tömörülő atomok, a hártya a különböző pontjain különböző tömörülteket alkothatnak, amelyek különböző világokká alakulnak. Ezek a világok nem egyformák, és nem egyszerre keletkeznek, a következő feljegyzés ezt szemlélteti:
„…számtalan, különböző nagyságú világ létezik. Némelyikükben nincs sem, Nap sem Hold, másokban ezek nagyobbak, mint a miénk, megint másokban több is van belőlük… vannak olyan világok is, amelyekben sem állatok, sem növények nincsenek és egyáltalán semmiféle nedvesség, sincs.”
(Hippolütosz: Minden eretnekség cáfolata I. 13, 2-3 (DK 68 A 40))
Ez a gondolat a kor gondolkodásában úttörő volt, ugyanis nincsenek feljegyzések arról, hogy több egymástól elkülönült világ létezését feltételezte volna bárki is korábban. A korábbi korokból ismert elméletek kimondták ugyan, hogy több világ is létezett, de nem egyszerre, hanem egymást követve, mindig ugyanabból az ősanyagból születik újra, és újra ugyanaz a világ számtalanszor. Az atomista filozófusok ezzel szemben, úgy gondolták, hogy mivel az atomok száma igen sok és formájukra és méretükre nézve is számos fajtájuk létezik, ezért a kialakuló világok kinézetét mindig az fogja meghatározni, hogy a keverékben melyik fajta atomokból mennyi van, így akárhány világ alakul is ki mindegyik különbözni fog a többitől. Továbbá ugyancsak az atomista filozófusok voltak az úttörők abban az elméletben is, hogy a sok egyidejűleg, egymástól elkülönült, független világok, egymáshoz viszonyítva különböző stádiumban is vannak: lehet, hogy az egyik épp most keletkezik addig a másik, épp most pusztul el, lehet, hogy bizonyos dolgok amik az egyik világban megtalálhatók, az egy másikban nem.

## A látás az érzékelés és a gondolkodás

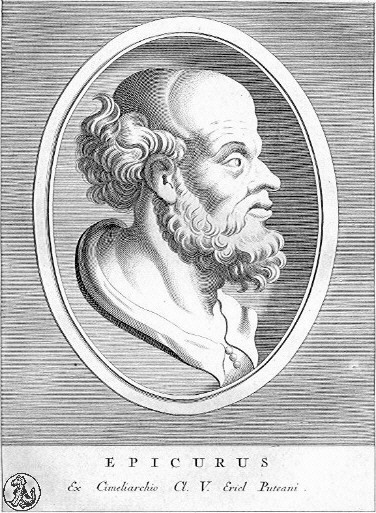
Epikurosz

A látás létrejöttét tükörképpel magyarázzák: a visszatükröződés a szem és a látott tárgy közötti levegőben jön létre, mégpedig úgy, hogy a látott dolog a szem és a dolog között „összepréselődik”, alakká zárul. Ugyanis azt állították, hogy minden dolognak van valamilyen kiáramlása, és ez a kiáramlás eltérő a szem pupillájából történő kiáramlással, amiből az következik, hogy ami azonos anyagból épül fel, mint a pupilla azt nem láthatjuk. A tárgyakból történő kiáramlás összeütközvén a szemből érkező kiáramlással a levegőben egy lenyomatot képez: „a <levegőben keletkező> lenyomat úgy jön létre, mint amikor az ember a viaszban készít ilyent”. A lenyomat aztán tükröződik az amúgy nedves szemben, és így jön létre a látás. A szem belsejét pedig úgy írják le, mint ami nedves és szivacsos anyagú, ezért képes befogadni a bejövő képeket.
Az atomisták fent leírt látáselméletével, Theophrasztosz több ponton is nem ért egyet: először is – írja Theophrasztosz – lehetetlenség a levegőben létrejövő lenyomat, ugyanis rendelkezni kell valamilyen szintű tömörséggel annak, ami befogadja a lenyomatot. Másodszor pedig a vízben jobban kéne látnunk, hisz az tömörebb lévén mint a levegő jobban meg kéne a formának belenyomódnia. További problémák, amit Theophrasztosz az atomista látáselméletben felfedezni vél az az, hogy mivel tükörkép formájában jön létre a látás akkor ez azt kéne, jelentse, hogy minden látott dolgok a fonákján látunk, ami pedig lehetetlenség. Megint másik probléma az, hogy az atomista látáselméletet elfogadva lehetetlenné válik, hogy egy helyen levő több dolgok egyszerre láthassunk, ugyanis azt mondja erről Theophrasztosz, hogy a dolgok szükségszerűen össze fognak ütközni egymással mivel mindegyik szemben áll azzal, akinek a lenyomata.
A leginkább figyelemre méltó theophrasztoszi ellenvetés pedig az, hogy ha elfogadjuk az atomistáknak a látáselméletről való kijelentést, miszerint a dolgokról leváló lenyomatok tükröződnek a szemünkben, akkor ezt kéne jelentse, hogy önmagunk lenyomata éppen úgy kéne tükröződjön a szemünkben, mint a szomszédunkéban. Azaz a levegőben nagy számú lenyomatoknak kellene keringeniük, amelyek különböző élőlényektől származnak, anyagi felépítésük miatt pedig ütközniük kellene, ami lehetetlenné tenné a látást. Továbbá, ha a lenyomatok maradandó képződmények, akkor látóterünkön kívül eső dolgokat is látnunk kéne.
Az atomista filozófia legnagyobb problémája az érzékelő személye körül keresendő, ugyanis azt állítják minden atomokból épül fel, és valójában semmi nem különbözik a mástól. Azonban nem találni olyan feljegyzést, amely azt magyarázza meg, hogy mitől különbözik az egyik élőlény az összes többi élőlénytől, hisz egyértelműen látható különbség van az emberek között. Ez a probléma jól látható abból a részből is, amikor az ízlelés különbözőségét tárgyalják: ami az egyik embernek savanyúnak tűnik az a másiknak nem. A probléma feloldására, az atomisták bevezetik a kedélyállapot fogalmát, aminek létrejöttét, kialakulását ugyancsak nem magyaráznak.
A világ dolgait a különböző alakú és nagyságú atomok különböző formákba való csoportosulása határozza meg, attól függően, hogy hogyan néz ki az atom, meghatározza a dolog minőségeit, a színt az illatot és az ízt.
A szögletes, érdes (sokkanyarulatú), kicsi és ritkás atomok összessége adja a fanyar ízt. Ezeknek az atomoknak a „sokkanyarulatú” tulajdonságuknak köszönhetően, a másik jellegzetes vonásuk az, hogy képesek egymásba úgy kapcsolódni, hogy közöttük maradhat üres tér, azaz űr. Az atomisták pedig úgy gondolták, hogy ez az atomok közé zárt űr, az a tényező, ami melegséget hoz létre a testekben: minél nagyobb méretű és számú az atomok közti űr, annál inkább képes a test felmelegedni.
Az édes dolgok, kerekded és kicsiny méretű atomokból állnak. Ezek a fajta atomokból álló testek lágyak, és lágyságuk következtében képesek a többi testeken áthatolni, beleszűrődni, és azok ízét megzavarni. Az édes atomok a többi atom közé hatolva, benedvesítik azokat, aminek következtében azok rendezettsége felbomlik és összetódulnak a hasüregben, ugyanis ott van a legnagyobb üresség.
A savanyú íz atomjai nagy és sokszögletű kevésbé kerekded atomok, a keserű ízűek pedig kicsiny kerekded atomok, amelyeken horgocskák vannak. Ezzel magyarázható az, hogy a keserű dolgok tapadósak és enyvesek is.
A nagy és nem-kerekded atomok köteléke adja a sós íz érzetét. Ezek lehetnek egyenletlen és egyenletes felszínűek egyaránt, de egyenletes felszínűek száma van túlsúlyban. Theophrasztosz értelmezése szerint az atomisták a „kanyarulatos” kifejezéssel azt szeretnék jelezni, hogy ezek az atomok képesek egymásba illeszkedni. A csípős, kicsiny kerekded, szögletes atomokból áll, melynek felülete nem egyenletlen.
Az atomok alakjukat és nagyságukat tekintve nincsenek ennyire elkülönülve egymástól: az összefonódásokban nemcsak egyfajta atomok találhatóak, hanem egymásközé ékelődve többméretű és formájú van. Hogy éppen melyik ízt érezzük, annak köszönhető, hogy épp melyik fajtájú atomok vannak túlsúlyban, a keverékben. Ezzel magyarázzak, azt a tényt, hogy ugyanaz a dolog egy ember számára édes másik ember számára savanyú lehet.

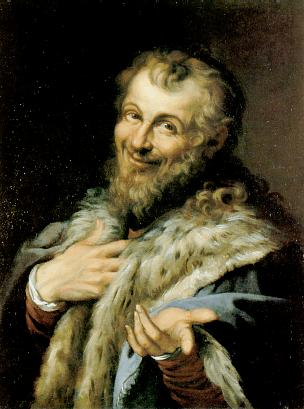
Agostino Carracci festménye Demokritoszról (Galleria Nazionale di Capodimonte, Nápoly)

Az atomista filozófusok a színek természetét ugyancsak az atomok alakbeli és nagyságbeli különbségeikkel magyarázták, és csak négy színt tekintettek létezőnek. Ezek közül a fehér színt alkotó atomok, homogén alakzatba tömörült, sima felületűek, ugyanis az érdességgel magyarázzák az árnyék keletkezését. Mivel nem vetnek árnyékot ezért az ilyen dolgok mindig fényesek. A dolgok keménysége és lágysága szerint a fehér színt különböző atomok adják: a kemény dolgok esetében, mint például a gyöngyház, „árnyéktalan, csillogó, nyitott pórusúak”, a törékeny és porladó fehér dolgok meg kerek, párosával elrendezett, ferdén elhelyezkedő atomokból épülnek fel. Az ilyen dolgok törékenysége az atomok kerek formájával magyarázható: mivel kerekdedek, kicsi az a felület, ahol egymáshoz tapadhatnak.
A fekete színt a fehér szín ellentétének tekintették, tehát atomjai is ellentétesek a fehér atomoknak. Ezek szerint a fekete atomok érdesek és egyenletlen felületűek, nem homogén alakokat képeznek. Az érdességük következtében árnyékosak, pórusaik nem nyitottak és nem is átlátszóak. A fekete atomok kiáramlásai nagyon lassú tempóban mennek végre.
A vörös szín atomjait a meleg érzetét adó atomokhoz hasonlítják, különbség csak a méretben van, a piros színt adó atomok nagyobb méretűek. A melegség kapcsolatát a vörös színhez valószínűleg olyan megfigyelésekre támasztották, mint például a vasat ha felmelegítjük vöröses színű lesz, vagy ha melegünk van, az arc piros színű lesz . Minél nagyobbak ezek az atomok annál vörösebb színűek.
A zöld színt nem egy atomfajta alkotja, hanem a szilárd atomok és az űr keveréke adja, a szín fokozatai pedig e keverék alkotóinak elhelyezkedésétől és előfordulási arányától függ.
Minden más szín e négy szín atomjainak a keverékéből jön létre, példaként az arany, a rezet adják, amelyek a fehér és a vörös keverékéből jönnek létre. Az atomisták által a legszebb szín is keveredés révén jön létre, ez a következő szín: mikor a vörös atomok bejutnak a fehér atomok üregeibe és ráadásként ezekhez még zöld is kerül. További keverék színek: a bíbor, barna, indigókék, amiknek keveredési arányait Theophrasztosz részletesen ismertet, hozzáfűzve, hogy ezeken a keverékszíneken kívül még számos más keverékszínt tartottak számon az atomisták.
Az illatoknak nem különítenek külön jellegzetes atomokat, hanem úgy határozzák meg, mint a könnyű anyag kiáramlását a nehézből, a kiáramlás okát, mint általában a más okokat is nem tárgyalják.

## Az élőlények
Az atomelméletből következően nem kéne különbség, legyen az élő és élettelen tárgyak között, ugyanis az elmélet azt mondja ki, hogy minden „csak atom és űr”. Azonban az a tény, hogy az élőlények képesek megtapasztalni, felfogni (még ha tévesen is), véleményt alkotni a körülöttük levő dolgokról, azt kell, jelentse, hogy az élőlényt alkotó atomoknak rendelkezniük kell valamilyen intelligenciával, megismerő képességgel továbbá kommunikálniuk kell egymás között. Így az atomista filozófusok bevezetik a lélek fogalmát, aminek ugyancsak materiális természetet tulajdonítanak. Ezen elmélet szerint a lélek valamilyen, igen finom, lényegében a tűzet alkotó atomokhoz hasonló sima, gömbölyű, könnyen és gyorsan mozgó atomokból áll. A lélek az egész testben eloszlik és különböző testrészekben különböző működéseket fejt ki. A légzésen keresztül állandóan újabb és újabb lélekatomok kerülnek be a testbe, azonban amikor megszűnik a légzés, a halál beálltakor, a testben található lélekatomok szétszóródnak, tehát az emberi lélek halandó és a test halálával a lélek is atomjaira bomlik.
Arról, hogy a lélekben (akik maguk is atomokból épülnek fel) hogyan alakul ki az öntudat és az érzékelés képessége nem találni magyarázatot. Ugyanis ez az elmélet, hogy az élőlénnyé csoportosult atomok, képesek érzékelni a többi tárgyat, minőséggé csoportosult atomok, létrehozta tulajdonságokat, azt feltételezi, hogy az atomoknak valamelyest tudatában kell lenniük a többi atom jellegzetességének, pontosabban az atomoknak rendelkezniük kell valamilyen intelligenciával. Erről azonban nem maradt fenn semmilyen feljegyzés.

## Lásd még
- Leukipposz
- Démokritosz
- Epikurosz

## Külső hivatkozások
- Az atomisták
- Lépések az atom megismerése felé